# ヤマハモーターパワープロダクツ
ヤマハモーターパワープロダクツ株式会社（英語：Yamaha Motor Powered Products Co., Ltd.）は、日本の輸送機器メーカー。旧社名は創輝株式会社（そうき、英語：Soki Co., Ltd.）。

## 概要
静岡県掛川市に本社を置く、輸送機器メーカー及び機械メーカーである。主として、ゴルフカート、発電機、汎用エンジン、除雪機、レーシングカート用エンジンなどの開発、製造、販売を手掛ける。また、ヤマハ発動機グループの傘下企業であるため、「ヤマハ」ブランドの製品の製造も担っており、産業用無人ヘリコプターのエンジンなどを製造している。
かつてのオートバイメーカーである昌和製作所の流れをくむ。昌和製作所はもともとオートバイディーラーであり、目黒製作所が開発、製造したオートバイを販売していた。その後、自前でオートバイの開発、製造も手掛けるようになり、さらには自動車の製造にも乗り出した。1960年にヤマハ発動機グループの傘下に入った。1988年、同じくヤマハ発動機グループに属していた榛葉シボリ製作所と合併、それを機に社名が創輝となった。以上の経緯より、当社は昌和製作所の創立年である1944年を自社の創立年としている。

## 特徴
近年はヤマハ発動機から事業が次々と移管されており、2007年には発電機、汎用エンジン、除雪機などを手掛ける同社のパワープロダクツ事業を統合し、2009年には同社のゴルフカー事業とレーシングカート事業を統合した。その一方で、ハイドロリックシステムなど油圧に関する業務を担うH・S事業は分社化されることになり、2006年に創輝H・Sが設立された。その後、創輝H・Sはヤマハモーターハイドロリックシステムに社名を変更している。
また、オートバイチーム「TEAM 茶LLENGER」を発足させ、2001年より鈴鹿8時間耐久ロードレースに参戦している。2002年には、鈴鹿8時間耐久ロードレースにて総合5位入賞を果たしている。なお、チーム名は、創輝の本社が所在する静岡県の名産品である「茶」と、ヤマハ発動機の「チャレンジスピリッツ」に因んでいる。
なお、日本メンテナンス工業会から、1996年にTPM優秀賞第一類、2004年にTPM優秀継続賞第一類を授与されている。

## 沿革
- 1944年 - 株式会社昌和製作所創立。
- 1960年 - 昌和製作所がヤマハ発動機グループ傘下に入る。
- 1980年 - 株式会社榛葉シボリ製作所がヤマハ発動機グループ傘下に入る。
- 1988年 - 昌和製作所と榛葉シボリ製作所が合併し、創輝株式会社に社名変更。
- 1990年 - 静岡県掛川市に本社を移転。
- 1998年 - 掛川東工場完成。
- 1998年 - ISO 9002認証取得。
- 2001年 - ISO 14001認証取得。
- 2003年 - 福州佳新創輝機電有限公司設立。
- 2006年 - 社名をヤマハモーターパワープロダクツ株式会社に変更。
- 2006年 - H・S事業を分社化し、創輝H・S株式会社設立。
- 2007年 - ヤマハ発動機のパワープロダクツ事業を統合。
- 2009年 - ヤマハ発動機のゴルフカー事業を統合。
- 2009年 - ヤマハ発動機のレーシングカート事業を統合。
- 2012年 - 雅馬哈動力機械（江蘇）有限公司設立。
- 2017年 - SUBARU（旧・富士重工業）からロビンエンジン「EH　Vツインシリーズ」の3製品（EH65、EH72、EH65V[5]）の製造ライセンスを譲受。

## 賞歴
- 1996年 - TPM優秀賞第一類。
- 2004年 - TPM優秀継続賞第一類。

## 在籍した人物・ゆかりのある人物
- 宇井陽一（TEAM 茶LLENGERライダー）
- 嘉陽哲久（TEAM 茶LLENGERライダー）
- 沼田憲保（TEAM 茶LLENGERライダー）
- 藤原儀彦（TEAM 茶LLENGERライダー）
- 宮崎敦（TEAM 茶LLENGERライダー）